# Głamsiny
Głamsiny (deutsch Glomsienen) war ein Ort in der polnischen Woiwodschaft Ermland-Masuren. Seine Ortsstelle gehört zum Gebiet der Landgemeinde Górowo Iławeckie (Landsberg) im Powiat Bartoszycki (Kreis Bartenstein) – bis 1945 zum Kreis Preußisch Eylau in Ostpreußen.

## Geographische Lage
Die Ortsstelle von Głamsiny liegt am Westufer der Elm (polnisch Elma) im Nordwesten der Woiwodschaft Ermland-Masuren, elf Kilometer südlich der heute auf russischem Hoheitsgebiet gelegenen und früheren Kreisstadt Preußisch Eylau (russisch Bagrationowsk) bzw. 14 Kilometer nordwestlich der jetzigen Kreismetropole Bartoszyce (deutsch Bartenstein).

## Geschichte
Das seinerzeitige Glamsynen wurde vor 1389 gegründet und hieß nach 1389 Gomsienen, nach 1497 Friedrichsberg, vor 1783 Glumsienen und nach 1820 Glomsienen. Es handelte sich um ein großes Gut mit Park.
1874 wurde der Gutsbezirk Glomsienen in den neu errichteten Amtsbezirk Worienen (polnisch Woryny) im ostpreußischen Kreis Preußisch Eylau, Regierungsbezirk Königsberg, aufgenommen.
Am 30. März 1910 verlor Glomsienen seine Eigenständigkeit und wurde in den Gutsbezirk Worienen eingemeindet. Im gleichen Jahr zählte Glomsienen 139 Einwohner.
Als 1945 in Kriegsfolge das gesamte südliche Ostpreußen an Polen abgetreten wurde, erhielt Glomsienen die polnische Namensform „Głamsiny“. Wohl wurde der Ort nicht wieder besiedelt oder ging vielleicht auch in Woryny auf. Er gilt heute als untergegangen. Seine Ortsstelle liegt innerhalb der Gmina Górowo Iławeckie (Landgemeinde Landsberg) im Powiat Bartoszycki (Kreis Bartenstein), von 1975 bis 1998 der Woiwodschaft Olsztyn, seither der Woiwodschaft Ermland-Masuren zugehörig.

## Religion
Glomsienen war bis 1945 in das Kirchspiel der evangelischen Eichhorn (polnisch Wiewiórki) in der Kirchenprovinz Ostpreußen der Kirche der Altpreußischen Union eingegliedert. Römisch-katholischerseits gehörte das Dorf zur Pfarrei in Landsberg im damaligen Bistum Ermland.

## Verkehr
Die Ortsstelle Głamsiny ist über einen Landweg von Woryny aus zu erreichen.